# Entrada de obras muertas
La entrada de obras muertas, también llamada recogimiento de costados, recogimiento de bocas o reviro de reveses, es un diseño del casco de un buque, mediante el cual la anchura de la obra muerta decrece desde la línea de flotación hasta la cubierta superior.
Este diseño fue muy común en buques de vela, y posteriormente en acorazados de finales del siglo XIX. Tras más de un siglo sin emplearse, ha sido retomado para el diseño de los nuevos destructores estadounidenses Clase Zumwalt.

## Galería

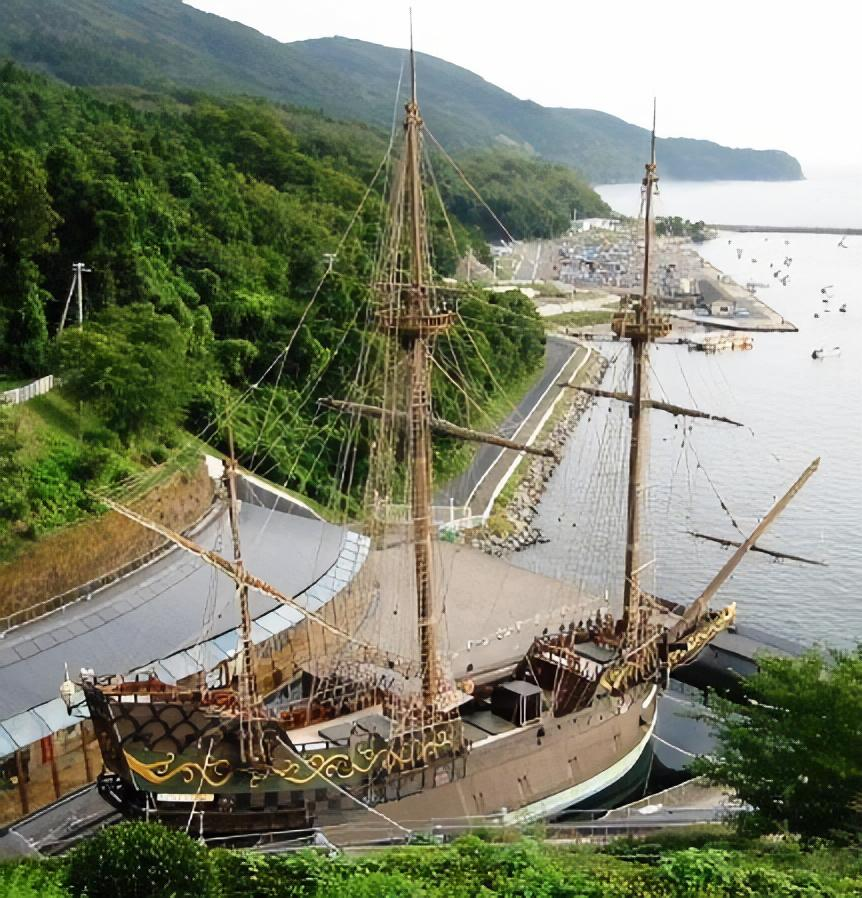
El San Juan Bautista, galeón de 1613.
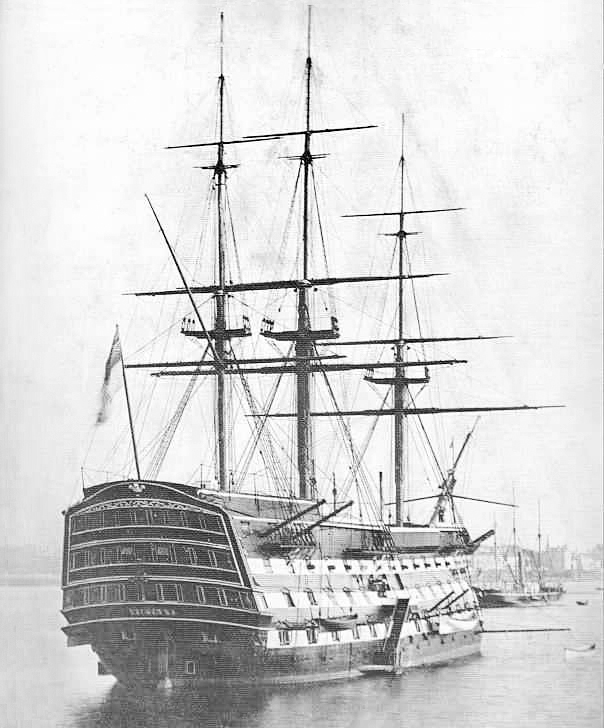
El HMS Victory, navío de línea de 1765.
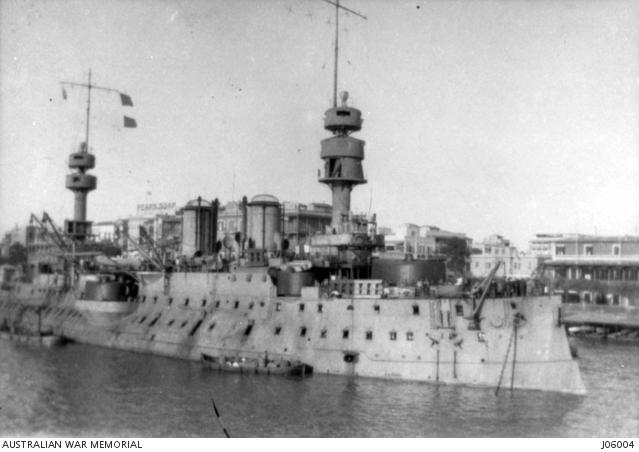
El Jauréguiberry, acorazado francés de 1891.